# 3996 Фуґаку
3996 Фуґаку (3996 Fugaku) — астероїд головного поясу, відкритий 5 грудня 1988 року.
Тіссеранів параметр щодо Юпітера — 3,613.